# 윌리엄 매킨리 암살 사건
제25대 미국 대통령 윌리엄 매킨리는 두 번째 임기 6개월 만인 1901년 9월 6일 뉴욕주 버펄로의 팬아메리칸 박람회장 내 음악의 전당에서 총에 맞았다. 그는 대중과 악수하던 중 아나키스트 리언 촐고츠에게 복부에 두 발을 맞았다. 매킨리는 상처로 인한 괴저로 9월 14일에 사망했다. 매킨리는 1865년 에이브러햄 링컨과 1881년 제임스 A. 가필드에 이어 세 번째로 암살된 미국 대통령이었다.
매킨리는 대중을 만나는 것을 좋아했으며 자신의 직위에 제공되는 경호를 달가워하지 않았다. 조지 B. 코텔류 대통령 비서관은 음악의 전당 방문 중에 암살 시도가 있을 것을 우려하여 두 번이나 일정을 취소했지만, 매킨리는 매번 이를 되살렸다.
촐고츠는 1893년 공황 기간 동안 일자리를 잃고 아나키즘에 빠져들었는데, 이는 당시 외국 지도자 암살범들이 따르던 정치 철학이었다. 그는 매킨리를 억압의 상징으로 여겼고 아나키스트로서 그를 죽이는 것이 자신의 의무라고 확신했다. 그는 이전 방문에서 대통령에게 접근할 수 없었지만, 매킨리가 전당에서 환영 줄에서 악수하려고 손을 내밀 때 그에게 두 발을 쏘았다. 한 발은 매킨리를 스쳤고, 다른 한 발은 그의 복부에 박혀 끝내 발견되지 않았다.
매킨리는 처음에는 회복되는 듯했지만, 9월 13일 상처가 괴저성으로 변하면서 상태가 악화되었다. 그는 9월 14일 오전 2시 15분에 사망했으며, 부통령 시어도어 루스벨트가 그의 뒤를 이었다. 촐고츠는 사형을 선고받고 전기의자로 처형되었으며, 의회는 비밀경호국에 대통령 경호 책임을 공식적으로 부여하는 법안을 통과시켰다.

## 배경
1901년 9월, 윌리엄 매킨리는 대통령으로서 권력의 정점에 있었다. 1893년 공황으로 인한 심각한 경제 불황 중에 1896년에 당선된 그는 민주당 라이벌 윌리엄 제닝스 브라이언을 물리쳤다. 매킨리는 1898년 미국-스페인 전쟁에서 승리하며 푸에르토리코와 필리핀과 같은 스페인 식민지를 점령하고, 국가를 번영으로 이끌었다. 2000년 브라이언과의 재대결에서 손쉽게 재선되었고, 역사가 에릭 라우흐웨이에 따르면, "매킨리 행정부는 평화롭게 4년 더 지속될 것이며, 번영에 전념하는 정부가 될 것처럼 보였다."
매킨리의 원래 부통령이었던 개릿 A. 호바트는 1899년에 사망했고, 매킨리는 러닝메이트 선택을 1900년 공화당 전당 대회에 맡겼다. 전당 대회를 앞두고 뉴욕의 공화당 정치 보스인 토머스 C. 플랫 상원의원은 자신의 주지사, 전 해군 차관보 시어도어 루스벨트를 부통령으로 지명하여 정치적으로 밀어낼 기회를 보았다. 루스벨트는 지명을 받아들였고 매킨리 후보로 당선되었다.

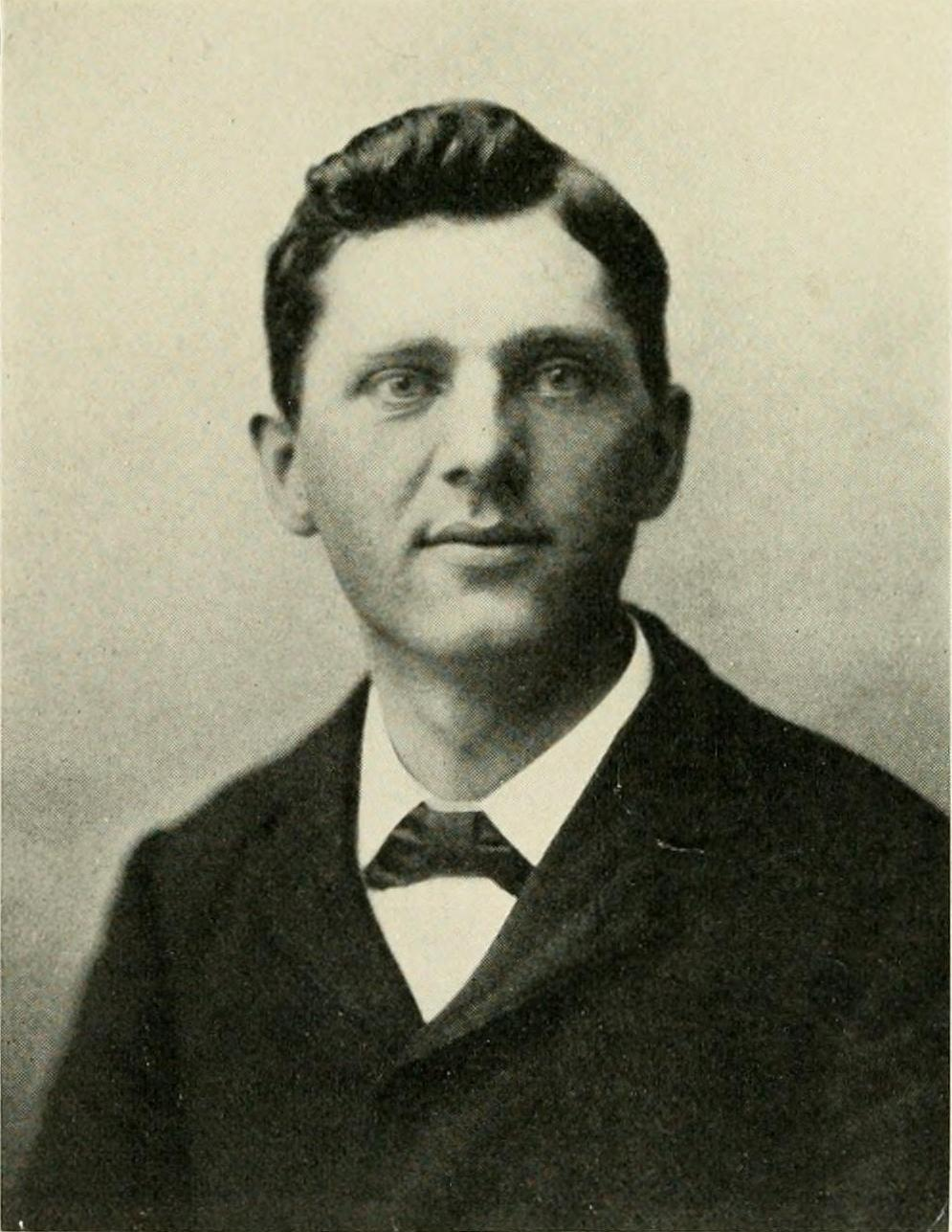
매킨리 암살범 리언 촐고츠

리언 촐고츠는 1873년 미시간주 디트로이트에서 폴인 이민자의 아들로 태어났다. 촐고츠 가족은 레온의 아버지 폴 촐고츠가 중서부 전역에서 일자리를 찾으면서 여러 번 이사했다. 성인이 된 리언 촐고츠는 1893년 노동 분쟁으로 일자리를 잃을 때까지 클리블랜드 공장에서 일했다. 그 후 그는 불규칙하게 일하며 정치 및 종교 모임에 참석하여 1893년 공황의 경제적 혼란의 원인을 이해하려고 노력했다. 그렇게 하면서 그는 아나키즘에 관심을 갖게 되었다. 1901년까지 이 운동은 미국에서 두려움을 샀는데, 뉴욕 항소법원은 청중 앞에서 자신을 아나키스트로 지칭하는 행위가 평화의 파괴라고 판결했다. 아나키스트들은 유럽에서 반다스 명의 공무원과 왕실 구성원들을 암살하거나 암살을 시도하여 피해를 입혔으며, 1886년 시카고의 헤이마켓 폭탄 테러의 원인으로 지목되었다.
19세기에는 두 명의 미국 대통령이 암살당했다: 에이브러햄 링컨은 1865년, 제임스 A. 가필드는 1881년. 이러한 역사에도 불구하고 매킨리는 경호원들이 자신과 국민 사이에 끼어드는 것을 좋아하지 않았다. 고향인 오하이오주 캔턴에서는 종종 보호 없이 교회나 상업 지구로 걸어갔고, 워싱턴에서는 경호원 없이 아내와 함께 마차를 타고 드라이브를 나갔다.

## 대통령의 방문

### 계획 및 도착
매킨리는 1901년 3월 4일 두 번째 취임식에서 짧은 연설을 했다. 오랫동안 보호 관세의 옹호자였으며, 취임 첫 해에 통과된 딩글리 관세가 국가 번영에 도움이 되었다고 믿었던 매킨리는 다른 국가들과 상호 무역 협정을 협상할 계획이었다. 이는 관세 덕분에 국내 시장을 지배하고 확장을 모색하던 미국 제조업체들에게 해외 시장을 개방할 것이었다. 취임 후 몇 달 동안 계획된 긴 여행 동안, 그는 이 계획을 홍보하는 주요 연설을 할 예정이었는데, 6월 13일 버펄로에서 열리는 팬아메리칸 박람회 방문 및 연설이 그 정점이었다.
매킨리, 그의 아내 아이다와 공식 일행은 4월 29일 워싱턴을 떠나 기차로 전국을 순회할 예정이었으며, "대통령의 날"로 지정된 6월 13일 버펄로에서의 연설로 마무리될 예정이었다. 그는 서부 지역에서 열광적인 환영을 받았는데, 그곳에서는 많은 사람들이 대통령을 본 적이 없었다. 캘리포니아주에서 영부인이 심각하게 병에 걸려 한동안 사망할 것으로 생각되기도 했다. 그녀는 샌프란시스코에서 회복되었지만, 남편은 나머지 순회를 취소했고 매킨리 부부는 워싱턴으로 돌아왔다. 박람회에서의 연설은 매킨리가 워싱턴에서 몇 주, 캔턴에서 두 달을 보낸 후 9월 5일로 연기되었다. 그는 오하이오 자택에서 버펄로 연설을 준비하고 집 개선을 감독하는 데 시간을 보냈다. 그는 10월까지 캔턴에 머무를 작정이었다.
촐고츠는 1898년부터 클리블랜드 근처 부모님 농장에서 살았는데, 거의 일하지 않았다 – 신경쇠약을 앓았을 수도 있다. 그는 1901년 5월 클리블랜드에서 아나키스트 엠마 골드만의 연설에 참석한 것으로 알려져 있다: 그는 연설 전에 그녀에게 다가가 아나키즘에 대한 책을 추천해 달라고 요청했고, 그녀는 기꺼이 응했다. 골드만이 폭력을 옹호하지는 않았지만, 폭력에 내몰린 사람들을 이해한다는 연설은 촐고츠에게 큰 영향을 미쳤다; 그는 나중에 그녀의 말이 머릿속을 불태웠다고 말했다. 7월에 그녀가 박람회를 보기 위해 버펄로로 여행을 떠나려 할 때 시카고에 있는 그녀의 집으로 찾아갔고, 두 아나키스트는 함께 기차역으로 갔다. 골드만은 촐고츠(프레드 니먼이라는 가명을 사용하고 있었다)가 자신을 따라다니는 것에 대해 다른 급진주의자에게 우려를 표했고, 곧 그는 시카고를 떠난 것으로 보인다. 캔턴의 공원 직원이었던 윌리엄 안츠는 1901년 중반, 대통령이 집에 머물며 가끔 공원을 방문할 때 촐고츠와 닮은 남자를 보았다고 진술했다. 그 남자는 총 두 자루를 휴대하고 있었고, 안츠가 공원 사격장 밖에서는 총기 소지가 허용되지 않는다고 상기시키자 무시하는 태도를 보였다. 안츠는 경찰을 찾았지만 그 남자는 발견되지 않았다.
여름 늦게 촐고츠는 버펄로로 이사했지만, 그 이유는 알려지지 않았다. 작가이자 언론인인 스콧 밀러는 폴란드계 인구가 많아서 버펄로를 선택했을 수도 있다고 추측했다. 그는 웨스트 세네카 교외에 하숙하며 많은 시간을 독서에 보냈다. 촐고츠는 클리블랜드로 떠났지만, 거기서 무엇을 했는지는 불확실하다. 아나키스트 문헌을 찾거나 돈을 더 구했을 수도 있다. 클리블랜드 이후 촐고츠는 시카고로 갔고, 거기서 매킨리 대통령의 버펄로 방문 임박 소식을 신문에서 보았다. 그는 아직 무엇을 할지 확신하지 못한 채 버펄로로 돌아왔다. 처음에는 그에게 불의를 구현하는 인물인 대통령 근처에 있으려고만 했다. 9월 3일 화요일, 그는 마음을 정했다. 촐고츠는 나중에 경찰에게 이렇게 진술했다.
| “ | 그것은 내 마음속에 있었다. 도망칠 곳이 없었다. 내 목숨이 위태로워도 그것을 이길 수 없었을 것이다. 화요일에는 수천 명의 사람들이 도시에 있었다. 대통령의 날이라는 소식을 들었다. 그 모든 사람들은 위대한 통치자에게 절하는 것 같았다. 나는 그 통치자를 죽이기로 결심했다. | ” |

9월 3일, 촐고츠는 버펄로 메인 스트리트에 있는 월브리지 하드웨어 스토어에 가서 .32 구경 이베르 존슨 리볼버를 구입했다. 그는 아직 대통령 암살에 대한 명확한 계획이 없었다. 다음 날, 윌리엄과 아이다 매킨리 부부는 기차를 타고 버펄로에 도착했다. 대통령 도착을 알리는 예포를 발사하는 대포가 선로에 너무 가깝게 설치되어, 폭발로 인해 기차의 창문 여러 개가 깨졌고 영부인은 불안해했다. 플랫폼에 있던 약 12명은 폭탄으로 인한 손상이라고 믿고 "아나키스트!"라고 외쳤다. 윌리엄 매킨리가 기차에서 내려 공식 환영을 받기 위해 발을 내딛자, 촐고츠는 군중 속으로 몸을 밀어 넣었지만, 대통령이 너무 잘 경호되어 암살 시도를 할 수 없었다.

### 박람회에서의 하루; 나이아가라 폭포 여행
매킨리의 버펄로 여행은 1901년 9월 4일부터 시작하여 캔턴에서 10일간의 부재 계획의 일부였다. 여기에는 클리블랜드에 있는 공화국의 위대한 군대 병영 방문이 포함될 예정이었는데, 그는 연방 참전용사로서 회원이었기 때문이었다. 매킨리 부부는 버펄로에서 박람회 회장인 존 G. 밀번의 대저택인 밀번 하우스에 머물렀다. 9월 7일 토요일, 그들은 클리블랜드로 이동하여 먼저 대통령의 친구인 사업가이자 미래 오하이오 주지사인 마이런 헤릭의 집에 머물고, 그 다음에는 매킨리의 친한 친구이자 고문인 오하이오 상원의원 마크 한나의 집에 머무를 예정이었다. 버펄로에 도착하자마자 대통령 일행은 밀번 하우스로 가는 길에 박람회장을 지나갔고, 방문객들이 박람회의 볼거리를 볼 수 있도록 박람회의 개선문 다리에서 잠시 멈췄다.
버펄로에 머무는 동안 매킨리는 이틀간의 행사를 가졌다: 9월 5일 목요일에는 연설을 하고 박람회를 둘러볼 예정이었다. 다음 날에는 나이아가라 폭포를 방문하고, 버펄로로 돌아와 박람회장 내 음악의 전당에서 대중을 만날 예정이었다. 매킨리를 박람회에 반복적으로 데려온 이유 중 하나는 입장료 수입을 늘리기 위함이었다. 인기 있는 대통령의 방문은 대대적으로 홍보되었다. 음악의 전당에서 열린 대중 접견은 그의 개인 비서인 조지 B. 코텔류가 싫어했는데, 그는 대통령의 경호를 우려하여 프로그램에서 두 번이나 제외시키려 했다. 매킨리는 매번 이를 다시 넣었다. 그는 박람회를 지지하고(반구 협력이라는 박람회 주제에 동의했다), 사람들을 만나는 것을 즐겼으며, 잠재적인 암살범을 두려워하지 않았다. 코텔류가 매킨리에게 마지막으로 일정을 변경해달라고 요청했을 때, 대통령은 "내가 왜 그래야 합니까? 아무도 나를 해치려 하지 않을 텐데요."라고 대답했다. 코텔류는 대통령이 자신을 만나기 위해 줄을 선 모든 사람들과 악수할 시간이 없기 때문에 많은 사람들이 실망할 것이라고 경고했다. 매킨리는 "글쎄요, 그래도 제가 노력했다는 것을 알겠죠."라고 대답했다. 대통령에게 일정을 바꾸도록 설득할 수 없었던 코텔류는 버펄로 당국에 전보를 보내 추가 경호를 요청했다.
9월 5일 목요일 아침, 박람회장 문은 오전 6시에 열려 군중이 일찍 들어와 대통령 연설을 볼 좋은 자리를 잡을 수 있게 했다. 대통령이 연설할 개선문 다리 근처의 넓은 에스플러네이드는 박람회 방문객들로 가득 찼고, 군중은 인근 분수 광장까지 넘쳐났다. 그날 116,000명의 박람회 방문객 중 약 50,000명이 매킨리의 연설에 참석한 것으로 추정된다. 밀번 하우스와 연설 장소 사이의 길은 관중들로 가득했고, 매킨리 부부가 마차를 타고 박람회로 향하는 동안 큰 환호가 뒤따랐다. 그는 에스플러네이드를 내려다보는 연단에 올랐고, 밀번의 짧은 소개 후 연설을 시작했다.

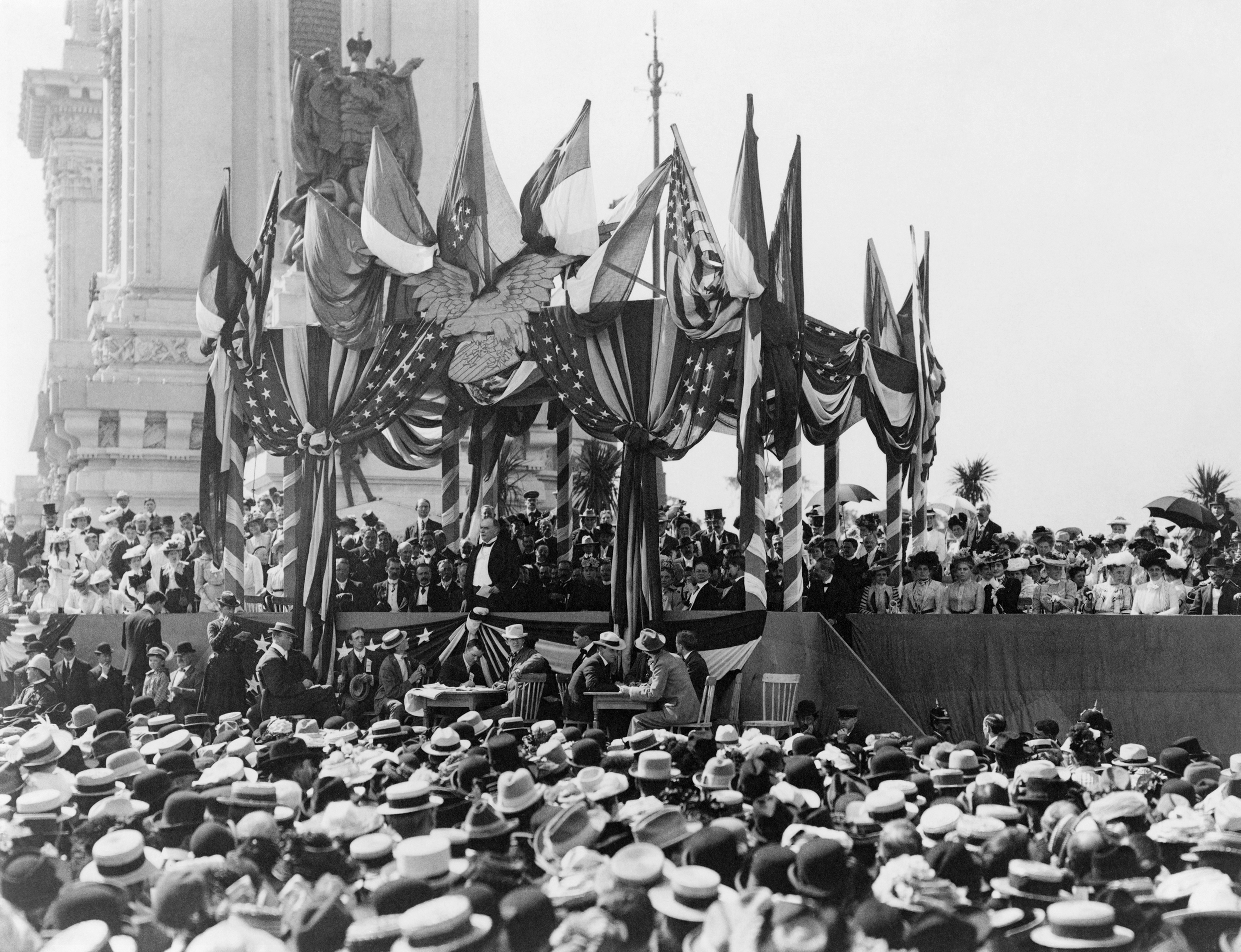
윌리엄 매킨리(중앙 왼쪽, 흰색 셔츠 앞)가 그의 마지막 연설을 하고 있다.

마지막 연설에서 매킨리는 미국의 고립주의 종식을 촉구했다. 그는 미국 제조업체들에게 새로운 시장을 열어줄 무역 협정을 제안했다. "배타성의 시대는 끝났다. 우리의 무역과 상업의 확장이 시급한 문제이다. 상업 전쟁은 이득이 없다." 군중은 그의 연설에 큰 박수로 환호했다. 연설이 끝나자 대통령은 아이다 매킨리를 마차로 다시 데려다주었다. 그녀는 밀번 하우스로 돌아갈 예정이었고, 그는 박람회장의 볼거리를 구경했다.

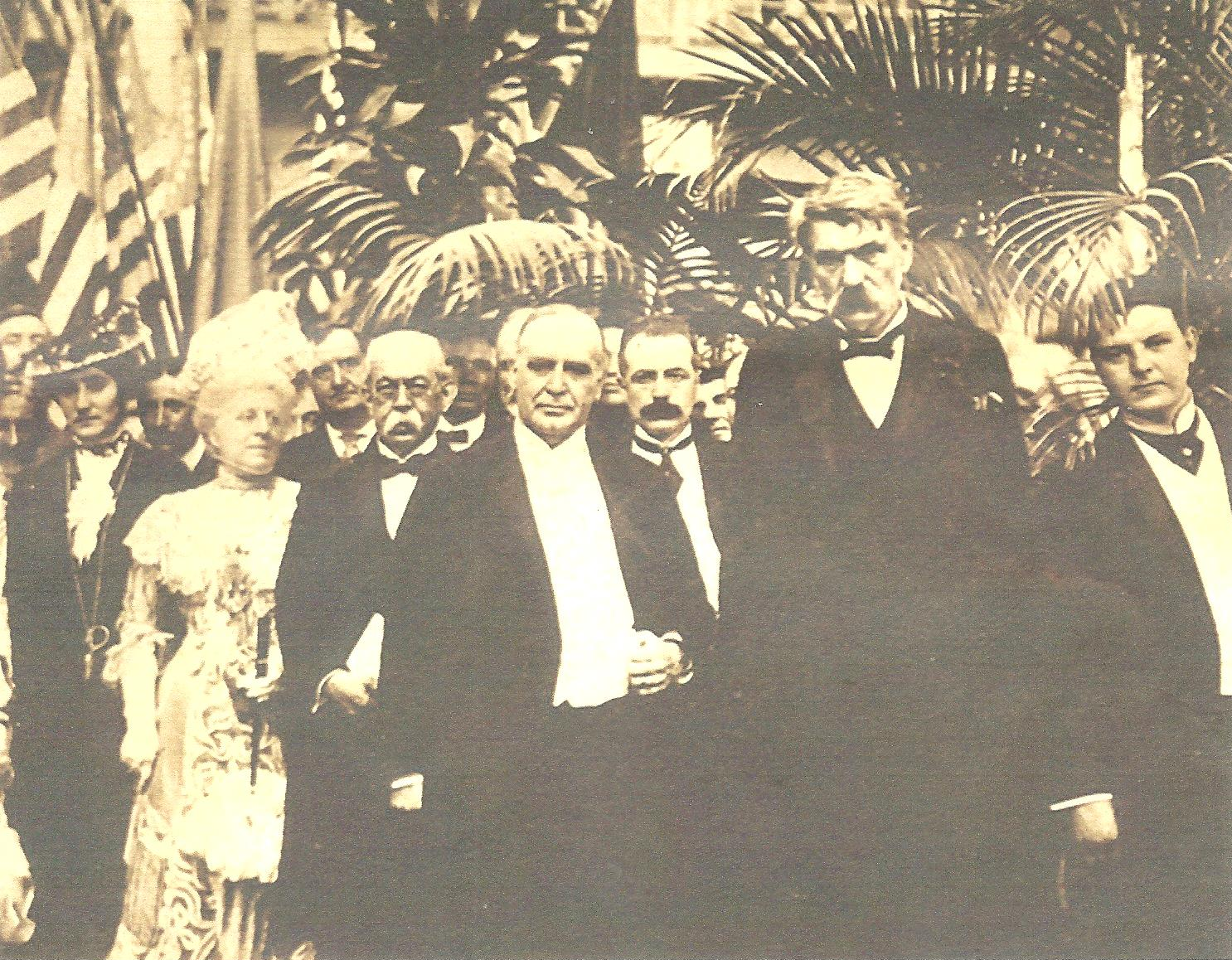
1901년 9월 5일, 암살 하루 전 정부 건물에서 촬영된 매킨리 대통령의 "마지막 포즈 사진". 왼쪽부터: 여성 이사회 연예 위원회 의장 존 밀러 호튼 여사; 존 G. 밀번; 마누엘 데 아스피로스, 멕시코 대사; 대통령; 조지 B. 코텔류, 대통령 비서; 정부 이사회 존 H. 빙엄 대령.

매킨리는 다른 서반구 국가들의 전시관을 둘러보았고, 가는 곳마다 군중과 박수갈채를 받았다. 그는 뉴욕주 건물(현재 버펄로 역사 박물관)에서 오찬을 주재했고, 정부 건물에서 초대 전용 리셉션에 참석했다. 그는 군인과 경찰의 삼엄한 경호를 받았지만, 여전히 대중과 소통하려 노력했고, 자신에게 달려오려는 사람들을 알아보고 격려하며, 큰 소리로 팝콘을 파는 젊은이들에게 절을 하기도 했다. 그는 예정에 없던 푸에르토리코 건물에서 커피를 마시고 늦은 오후에 밀번 하우스로 돌아왔다.
코텔류는 주최 측에 아이다 매킨리의 건강 문제로 참석하지 못할 수도 있다고 경고했지만, 그녀는 박람회 여성 이사회에서 그녀를 위한 오찬에 참석했으며, 저녁 식사 후 대통령 부부는 박람회장으로 돌아와 해가 질 무렵 전기 조명으로 빛나는 박람회를 구경하기 위해 개선문 다리에서 잠시 멈췄다. 그들은 보트를 타고 라이프 세이빙 스테이션으로 가서 불꽃놀이를 구경한 후 밀번 하우스로 돌아왔다.
촐고츠는 총을 주머니에 넣고 박람회에 일찍 도착하여 매킨리 대통령이 도착하기 전 연단과 매우 가까이 있었다. 그는 연설 중에 대통령을 쏘는 것을 고려했지만, 표적을 확실히 맞힐 수 없을 것이라고 느꼈다. 또한 군중에 밀려다니기도 했다. 매킨리가 연설을 마치고 경호원 뒤로 사라졌을 때 촐고츠는 아직 마음을 정하지 못했다. 그럼에도 불구하고 그는 대통령이 박람회 순회를 시작할 때 매킨리를 따라가려고 했지만, 경찰관들에게 밀려났다. 촐고츠는 그날 대통령에게 더 가까이 다가갈 기회를 찾지 못했고, 주점 위에 있는 주당 2달러짜리 방으로 돌아갔다.

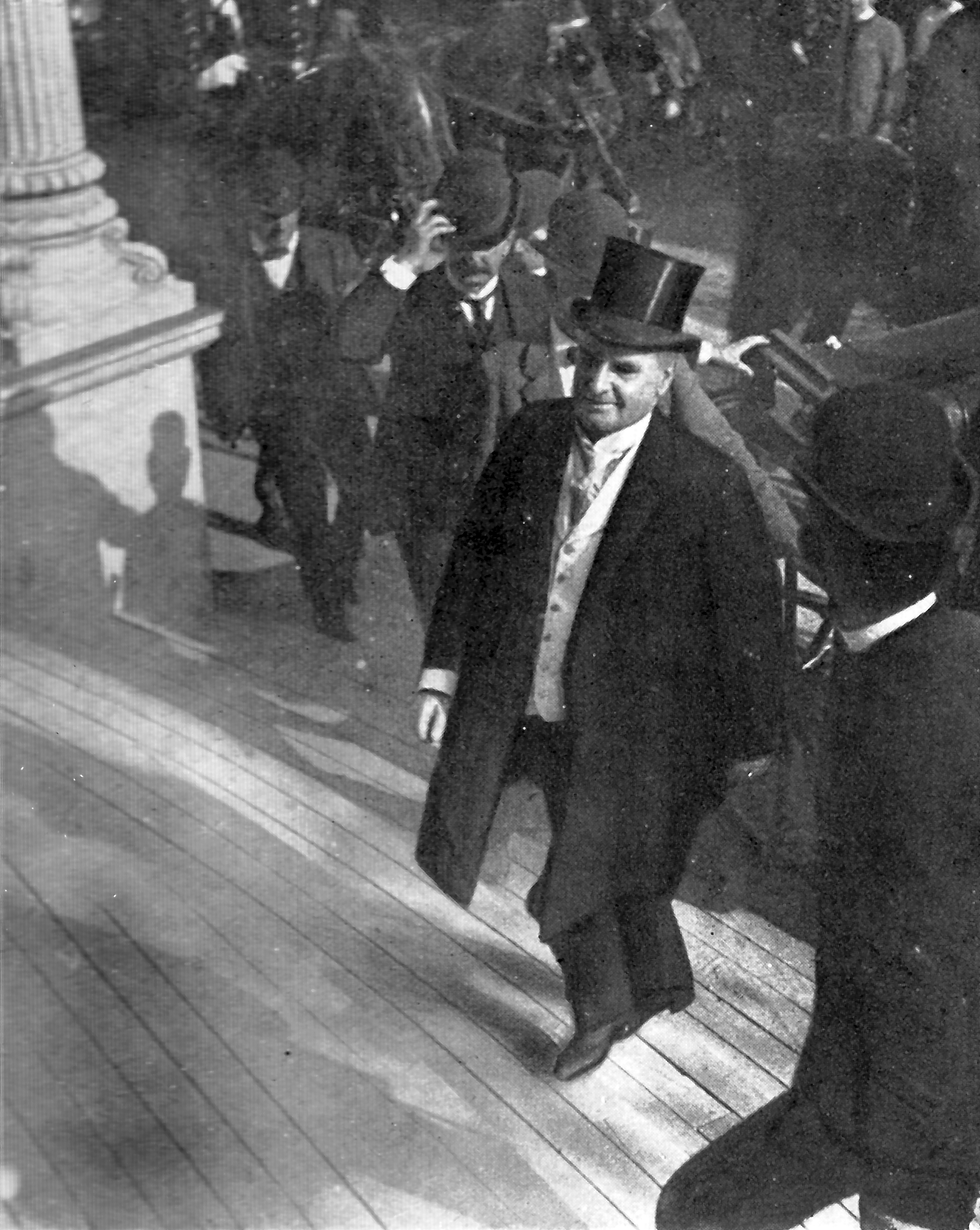
매킨리 대통령이 음악의 전당에 도착한다.

1901년 9월 6일 금요일 아침, 매킨리는 평소처럼 정식으로 옷을 입고 밀번 하우스를 떠나 동네를 산책했다. 대통령은 거의 무방비 상태로 빠져나갈 뻔했다. 경찰과 군인들이 그가 떠나는 것을 발견하고는 그를 서둘러 뒤쫓았다. 촐고츠도 일찍 일어나 음악의 전당에서 열리는 대중 접견회에 줄을 서기 위해 나섰다. 그는 오전 8시 30분에 박람회 문에 도착하여 기차역으로 가는 마차를 타고 나이아가라 폭포를 방문하러 가는 대통령을 볼 수 있었다. 매킨리 부부는 기차를 타고 루이스턴으로 이동하여 협곡을 보기 위해 전차로 갈아탔다. 일행이 나이아가라폴스 시에 도착했을 때, 그들은 관광을 위해 마차로 갈아탔다. 일행은 폭포가 내려다보이는 허니문 브리지를 절반 정도 건넜지만, 매킨리는 의전 문제로 캐나다로 들어가지 않도록 조심했다. 날씨가 더웠고, 아이다 매킨리는 더위로 몸이 좋지 않았다. 그녀는 국제 호텔로 가서 남편을 기다렸고, 남편은 고트섬을 둘러본 후 아내와 점심을 함께 했다. 베란다에서 시가를 피운 후, 대통령은 아내와 함께 근처에서 기다리고 있던 기차로 가서 아내를 편안하게 앉힌 다음 폭포의 수력 발전소를 둘러보았다. 기차는 다시 버펄로로 돌아와 매킨리가 음악의 전당에서 열리는 접견회에 참석할 수 있도록 했다. 아이다 매킨리는 원래 남편과 함께 강당에 갈 예정이었지만, 완전히 회복되지 않아 밀번 하우스로 돌아가 휴식을 취하기로 결정했다. 접견회 시간이 10분으로 줄었기 때문에 대통령은 아내와 오래 떨어져 있을 것으로 예상하지 않았다. 시간이 오후 3시 30분밖에 되지 않아 매킨리는 미션 건물에서 간식을 먹고 음악의 전당으로 향했다.

## 매킨리 총격 및 사망

### 음악의 전당에서
매킨리 대통령을 위한 대중 접견을 주최할 기회가 주어졌을 때, 박람회 주최측은 이를 음악의 전당에 배치하기로 결정했다 – 박람회 총관리인 루이스 L. 배브콕은 이 건물이 목적에 이상적이라고 여겼다. 이 큰 강당은 박람회 중심부인 에스플러네이드와 가까웠고, 네 면에 모두 문이 있었다. 홀 바닥에 놓인 의자 줄 외에도 넓은 갤러리가 있었다. 배브콕은 9월 6일 아침에 접견을 위한 몇 가지 물리적 준비를 했다. 바닥 의자는 대중이 입장할 동문에서 매킨리가 서 있을 곳까지 이어지는 넓은 통로를 만들기 위해 제거되었다. 대중은 매킨리와 악수한 후 건물을 나가게 될 것이었다. 미국 국기는 대통령 뒤에 걸려 그를 가리고 장식하는 역할을 했다 – 몇 개의 화분 식물들이 그의 주변에 배열되어 매력적인 장면을 연출했다. 다른 용도로 유용한 것 외에도, 이 화려한 건물은 박람회의 건축적 특징 중 하나였다.
대통령 경호를 위한 상당한 준비가 이루어졌다. 박람회 경찰은 문에 배치되었고, 버펄로 경찰 형사들은 통로를 경호했다. 매킨리의 평소 비밀경호국 요원인 조지 포스터 외에도 코텔류의 경호 우려 때문에 다른 두 명의 요원이 버펄로 여행에 배정되었다. 배브콕은 박람회 식당에서 점심 식사 중 대통령이 접견회에서 총에 맞을 수도 있다는 농담에 불안해했다. 그는 한 다스 명의 포병들이 정복 차림으로 접견회에 참석하도록 주선했으며, 이들을 장식용으로 사용할 의도였다. 대신 그는 이들에게 대통령에게 접근할 수 있는 의심스러운 사람에게는 누구든 접근을 막으라고 지시하며 통로에 서 있도록 했다. 이들은 경찰 업무 훈련을 받지 않았으며, 대통령 앞 공간을 혼잡하게 만들고 형사 및 비밀경호국의 시야를 가리는 역할을 했다. 이러한 행사에서 포스터는 보통 매킨리의 왼쪽 뒤에 서 있었다. 밀번은 매킨리의 왼쪽에 서서 줄에 있는 아는 사람을 대통령에게 소개할 수 있기를 원했고, 포스터와 다른 요원은 매킨리 건너편 통로에 섰다.
오후 내내 막힌 통로 밖 바닥과 갤러리까지 군중이 가득 찼고, 대통령을 만나지 못하더라도 보기를 원했다. 매킨리는 정시에 도착하여 배치된 것을 흘긋 보고는 자신의 자리로 걸어갔고, 그곳에서 밀번은 그의 왼쪽에, 코텔류는 오른쪽에 서 있었다. 파이프 오르간이 "성조기"를 연주하기 시작하자 매킨리는 문을 열어 그를 기다리던 사람들을 들여보내라고 명령했다. 경찰이 그들을 들여보냈고, 매킨리는 그의 "가장 좋아하는 일"을 수행할 준비를 했다. 노련한 정치인인 매킨리는 분당 50명과 악수할 수 있었으며, 손을 먼저 잡아 빠르게 지나가도록 유도하고 손가락이 압착되는 것을 방지했다. 코텔류는 초조하게 시간을 지켜보았다. 할당된 10분 중 절반쯤 지났을 때, 그는 대통령 비서가 손을 들면 문을 닫으라고 배브콕에게 전갈을 보냈다. 코텔류가 시계를 보는 것을 보고 배브콕은 문 쪽으로 움직였다. 접견이 계속되자 오르간 연주자는 요한 제바스티안 바흐의 작품을 연주했다. 대통령과 악수하는 시민들의 행렬은 스프링 브룩 출신의 12세 마이틀 레저가 어머니와 함께 매킨리에게 늘 옷깃에 달고 다니던 붉은 카네이션을 달라고 요청했을 때 중단되었다. 대통령은 그녀에게 카네이션을 주었고, 그의 상징적인 행운 부적 없이 일을 재개했다. 비밀경호국 요원들은 대통령에게 다가오는 키 크고 거무스름한 남자를 의심스럽게 바라보았지만, 그는 매킨리와 아무 일 없이 악수하고 출구 쪽으로 움직이기 시작했다. 대통령에게 접근하는 사람은 손을 펼치고 비워야 한다는 일반적인 규칙은 지켜지지 않았는데, 아마도 그날의 더위 때문이었을 것이다. 여러 사람이 손수건으로 이마를 닦고 있었기 때문이다. 거무스름한 사람을 따라오던 남자는 마치 다친 것처럼 오른손을 손수건으로 감싸고 있었다. 이를 본 매킨리는 대신 왼손을 내밀었다. 두 남자의 손이 오후 4시 7분에 닿았을 때, 촐고츠는 손수건 아래 숨겨둔 .32 이베르 존슨 리볼버로 매킨리의 복부에 두 발을 발사했다.
관중들이 경악하며 바라보는 가운데, 매킨리가 한 발자국 앞으로 휘청거릴 때, 촐고츠는 세 번째 총격을 준비했다. 그는 조지아주 출신의 아프리카계 미국인이자 스페인계 미국인인 제임스 파커가 줄에서 촐고츠 뒤에 있다가 암살자에게 몸을 던져 총을 움켜쥐면서 이를 저지당했다. 파커가 촐고츠를 때린 지 찰나의 순간 후, 버펄로 형사 존 기어리와 포병 중 한 명인 프랜시스 오브라이언도 그를 때렸다. 촐고츠는 사람들의 무더기 아래로 사라졌는데, 그 중 일부는 주먹으로 때리거나 소총 개머리판으로 그를 때리고 있었다. 그는 "저는 제 의무를 다했습니다."라고 말하는 것이 들렸다. 매킨리는 뒤로 그리고 오른쪽으로 비틀거렸지만, 코텔류, 밀번, 기어리 형사가 넘어지는 것을 막아주었다. 그들은 그를 넘어진 장식품들을 넘어 의자로 안내했다. 대통령은 코텔류에게 심각하게 다치지 않았다고 설득하려 했지만, 상처를 드러내려 하자 피가 보였다. 촐고츠가 구타당하는 것을 본 매킨리는 구타를 멈추라고 명령했다. 촐고츠는 끌려갔지만, 그 전에 요원 포스터에게 수색당했다. 촐고츠가 수색당하는 동안에도 계속해서 대통령을 보기 위해 고개를 돌리자, 포스터는 주먹 한 방으로 그를 땅에 쓰러뜨렸다.
촐고츠 구타를 멈춘 후, 매킨리의 다음 걱정은 아내에 대한 것이었다. 그는 코텔류에게 "내 아내 – 조심해, 코텔류, 어떻게 말할지 – 오, 조심해."라고 간청했다. 초기 군중 반응은 공황이었고, 강당을 빠져나가려는 시도였는데, 이는 다른 사람들이 무슨 일이 일어났는지 보려고 안으로 몰려들면서 좌절되었다. 매킨리가 들것에 실려 전동 구급차로 옮겨질 때, 대통령의 잿빛 얼굴을 본 군중에게서 신음 소리가 터져 나왔다. 포스터는 그와 함께 박람회 병원으로 향했다. 그곳으로 가는 길에 매킨리는 옷 속에서 금속 물체를 찾아냈다. "이것은 총알인 것 같습니다." 매킨리는 두 발을 맞았다. 한 발은 단추에 맞아 빗나갔고, 다른 한 발은 복부에 박혔다.

### 수술
매킨리를 실은 구급차는 오후 4시 25분 박람회 병원에 도착했다. 이 병원은 보통 박람회 방문객의 사소한 의료 문제만 다루었지만, 수술실이 있었다. 총격 당시 병원에는 완전한 자격을 갖춘 의사가 없었고, 간호사와 인턴만 있었다. 도시 최고의 외과 의사이자 박람회 의료 책임자인 로즈웰 파크는 나이아가라 폭포에서 섬세한 목 수술을 하고 있었다. 9월 6일 수술 중 버펄로로 와야 한다는 말을 들었을 때, 그는 미국 대통령이라도 떠날 수 없다고 답했다. 그때 누가 총에 맞았는지 들었다. 파크는 2주 후 매킨리와 거의 동일한 부상을 입은 여성의 생명을 구했다. 병원에 도착한 첫 번째 의사는 헤르만 민터였는데, 대통령은 전날 잠깐 그를 만났었다. 부상당한 매킨리(얼굴을 잘 기억하는 편이었다)는 민터를 만났을 때 그의 전문적인 서비스가 필요할 줄은 몰랐다고 농담했다. 매킨리가 수술대 위에 누워 있을 때, 그는 촐고츠에 대해 "그는 불쌍한 친구, 자신이 무엇을 하는지 몰랐습니다. 그는 알 수 없었을 것입니다."라고 말했다. 파크가 없는 상황에서, 그리고 수술실의 주요 조명원이 희미해지는 오후 햇빛인 상황에서, 또 다른 외과 의사인 매슈 D. 만이 도착하자마자 남은 총알을 제거하기 위해 즉시 수술하기로 결정했다. 민터는 매킨리에게 통증 완화를 위해 모르핀과 스트리크닌 주사를 놓았고, 만(복부 상처 경험이 없는 유명한 산부인과 의사)은 상처 입은 매킨리가 주기도문을 읊조리는 동안 그를 진정시키기 위해 에테르를 투여했다.

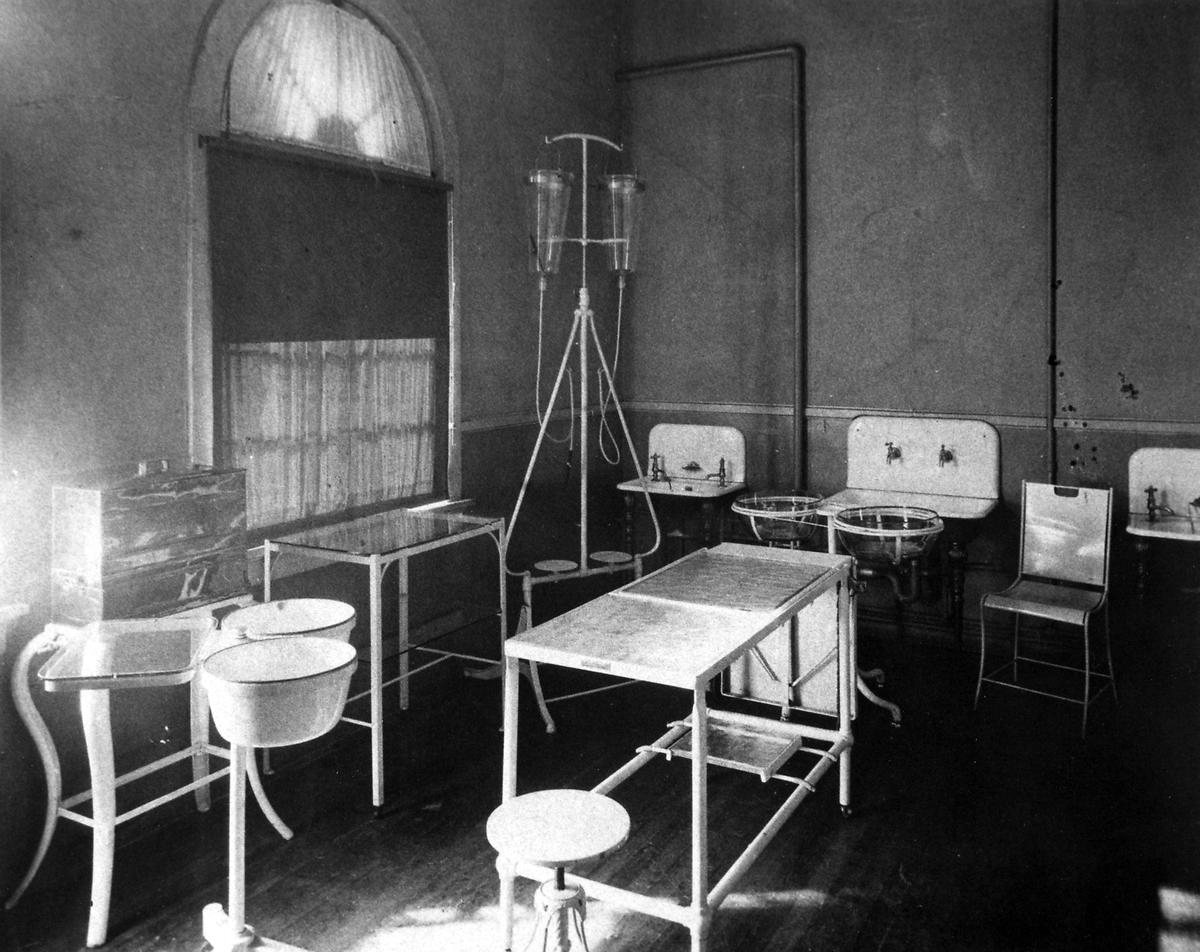
박람회 병원의 수술실

수백 년 동안, 복부 총상으로 인해 의사는 고통을 완화하는 것 외에는 거의 할 수 없었기 때문에 괴저 또는 기타 감염으로 사망하는 경우가 많았다. 불과 17년 전, 스위스 외과 의사 에밀 코허가 그러한 상처를 입은 환자를 성공적으로 수술한 최초의 인물이었다. 조명을 늘리기 위해 다른 의사가 햇빛을 상처에 반사시켰다. 수술 막바지에는 전등이 설치되었다. 병원에는 견인기와 같은 기본적인 수술 장비가 부족했다. 매킨리가 약화된 상태였기 때문에 만은 총알을 찾기 위해 상처를 거의 탐색할 수 없었다. 그의 작업은 대통령이 비만이라는 사실 때문에 더욱 복잡했다. 외과 의사는 대통령의 피부를 절개했고, 살 속에 박혀 있던 작은 천 조각을 찾아 제거했다. 그는 손가락과 손으로 탐색하여 소화기 계통의 손상을 발견했다 – 위에는 입구와 출구 상처가 모두 있었다. 만은 기관의 두 구멍을 모두 봉합했지만, 총알 자체는 찾을 수 없었다. 그는 총알이 대통령의 등 근육에 박혔다고 결론 내렸다. 그는 나중에 "총알은 일단 움직임을 멈추면 거의 해를 끼치지 않는다"고 썼다. 원시적인 X선 기기가 박람회에 전시되어 있었지만 매킨리에게 사용되지는 않았다. 만은 나중에 그 기계의 사용이 환자를 방해하고 거의 도움이 되지 않았을 수도 있다고 진술했다. 그는 검은 실크 실로 절개 부위와 상처를 봉합했고, 배액 없이 붕대로 덮었다. 수술이 끝나자 파크가 나이아가라 폭포에서 도착했다. 그는 개입하려 하지 않았고, 5시 20분에 매킨리에게 또 다른 진통제 주사를 놓았고 깨어나도록 허락했다. 그는 전동 구급차로 밀번 하우스로 옮겨졌다. 영부인에게는 대통령의 총격 사실이 알려지지 않았다. 수술이 완료된 후, 대통령 주치의 프레슬리 M. 릭시가 그녀에게 조심스럽게 무슨 일이 일어났는지 말했다. 아이다 매킨리는 침착하게 소식을 받아들였다. 그녀는 일기에 "오늘 아침 니아가라 [sic] 폭포에 갔다. 돌아오는 길에 내 사랑하는 사람이 공개 홀에서 사람들을 맞이하고 있었는데, 총을 맞았다..."라고 썼다. 매킨리 대통령의 전기 작가 리치는 영부인이 "아나키스트"라는 단어를 쓸 수 없었을 것이라고 암시한다.

### 회복 조짐; 결국 사망

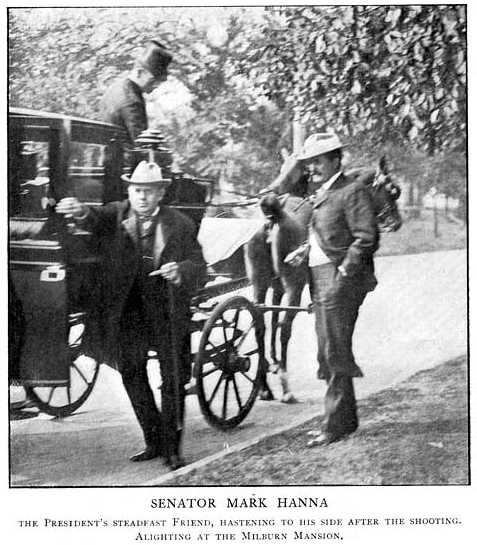
매킨리 대통령의 친구인 마크 한나 상원의원(왼쪽)이 총격 사건 후 밀번 하우스에 도착하고 있다.

총격 몇 분 만에 전보선으로 전 세계에 소식이 전해져 미국 내 늦은 신문 판에 실렸다. 라디오가 없던 시대에 수천 명의 사람들이 전국 각 도시의 신문사 밖에 서서 버펄로에서 오는 최신 속보를 기다렸다. 매킨리가 총격 당일 살아남지 못할 것이라는 우려는 코텔류가 의사들의 정보에 기반하여 발표한 안심시키는 소식으로 잠잠해졌다. 촐고츠가 끌려온 버펄로 경찰 본부 밖에는 크고 위협적인 군중이 모였다. 그가 아나키스트임을 시인했다는 소식이 퍼지자 다른 아나키스트들에 대한 공격이 이어졌다: 피츠버그에서는 한 명이 거의 린치당할 뻔했다.
밀번 하우스에서 매킨리는 회복되는 듯했다. 9월 7일 토요일, 매킨리는 편안하고 대화적이었다. 그의 아내는 물론 코텔류도 그를 만날 수 있었다. 대통령은 비서에게 "내 연설 어땠어?"라고 물었고, 긍정적인 반응을 듣고 기뻐했다. 한편, 버몬트주에 있던 루스벨트 부통령과 내각의 상당수, 그리고 한나 상원의원이 버펄로로 서둘러 왔다. 코텔류는 계속해서 희망적인 소식을 발표했다. 대통령은 방문객을 거의 허락하지 않았고, 외로움을 호소했다. 위기가 지난 것처럼 보이자, 9월 9일 고위 인사들은 대통령의 회복을 확신하며 떠나기 시작했다. 루스벨트는 애디론댁산맥으로 휴가를 떠났는데, 촐고츠가 뉴욕주 법에 따라 살인 미수로 겨우 몇 년형만 살 수도 있다는 사실에 분노를 표했다. 당시 뉴욕에서 살인 미수의 최고 형량은 10년이었다. 법무장관 필랜더 녹스는 촐고츠를 연방 법으로 기소할 수단을 찾기 위해 워싱턴으로 갔다. 국무장관 존 헤이는 암살당한 두 대통령과 밀접한 관계를 맺고 있었다. 그는 링컨의 비서였고, 제임스 A. 가필드의 절친한 친구였다. 그는 9월 10일에 도착했고, 역에서 배브콕으로부터 대통령의 회복 소식을 들었지만, 헤이는 대통령이 사망할 것이라고 대답했다.
매킨리 전기작가 H. 웨인 모건은 총격 후 일주일에 대해 다음과 같이 썼다.
모두들 그의 튼튼한 체질이 그를 견뎌내게 할 것이라고 말했다. 의사들은 희망적이었고, 심지어 확신에 차 있었다 ... 그들이 환자를 바라보는 낙천적인 시각을 이해하기 어렵다. 그는 거의 60세였고, 과체중이었으며, 상처 자체가 철저히 소독되거나 추적되지 않았다. 1901년에는 인정할 만한 수준이었지만, 감염 예방 조치는 부주의하게 처리되었다.
매킨리 전기작가 마가렛 리치에 따르면, 매킨리의 겉보기 회복은 "단지 그의 강한 몸이 위, 췌장, 그리고 한쪽 신장을 통해 총알이 지나간 경로를 따라 퍼지는 괴저에 저항하는 것일 뿐이었다"라고 말했고 또 다른 X선 기계는 발명가 토머스 에디슨에 의해 뉴저지주에서 보내졌다. 그것은 대통령에게 사용되지 않았는데, 그 이유는 출처마다 다르다 – 리치는 코텔류가 조달하고 훈련된 조작원이 동반한 그 기계가 매킨리 담당 의사들의 명령으로 사용되지 않았다고 진술했다. 밀러는 의사들이 매킨리 정도 크기의 남자에게 그것을 시험하려 했지만, 중요한 부품이 없다는 것이 밝혀져 에디슨에게 큰 당혹감을 안겨주었다고 전한다.

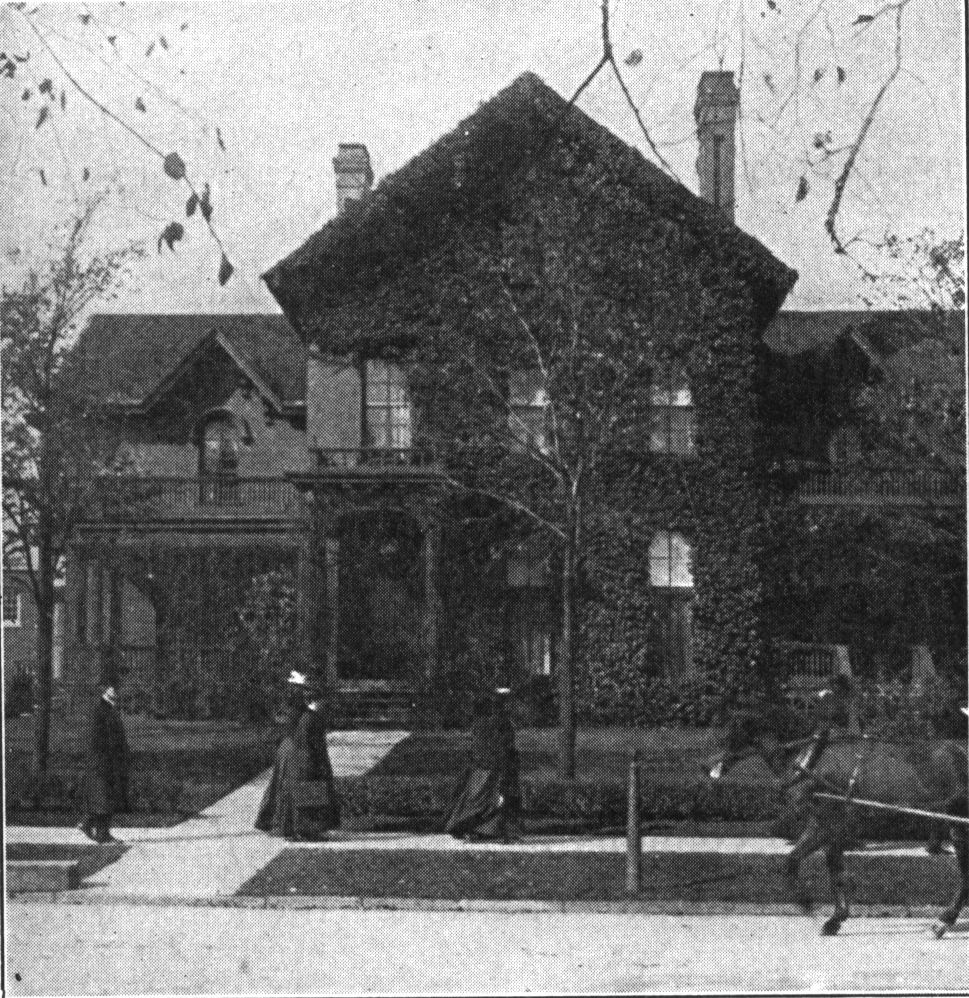
매킨리가 사망한 밀번 저택

매킨리는 영양 관장을 받았다. 9월 11일, 그는 입으로 육수를 조금 마셨다. 그것이 그에게 좋은 영향을 주는 것처럼 보이자, 다음날 아침 그들은 그에게 토스트, 커피, 닭 육수를 허락했다. 그의 이어진 통증은 소화불량으로 진단되었고, 그는 하제를 투여받았고 대부분의 의사들은 저녁 회진 후 떠났다. 9월 13일 이른 아침, 매킨리는 쓰러졌다. 애디론댁 산림 지역의 가장 가까운 전신 또는 전화에서 12 mi (19 km) 떨어진 곳에 있던 루스벨트 부통령에게 버펄로로 돌아오라는 긴급 전갈이 보내졌고, 산림 관리원이 그를 찾으러 파견되었다. 전문가들이 소환되었다. 처음에는 일부 의사들이 매킨리가 약화된 심장으로 생존할 수 있기를 바랐지만, 오후에는 그 가능성이 없다는 것을 알았다. 아직 의사들에게 알려지지 않았지만, 괴저는 그의 위벽에서 자라고 있었고 독소는 그의 혈액으로 스며들고 있었다. 매킨리는 하루 종일 의식을 잃었다 깨어났다를 반복했다. 깨어 있을 때는 모범적인 환자였다. 저녁이 되자 매킨리도 자신이 죽어가고 있다는 것을 알았다. "소용없습니다, 신사분들. 우리는 기도해야 할 것 같습니다." 그의 친구들과 가족들이 들어왔고, 영부인은 그 위에서 흐느끼며 "나도 가고 싶어요. 나도 가고 싶어요."라고 말했다. 남편은 "우리는 모두 가고 있습니다, 우리는 모두 가고 있습니다. 하나님의 뜻이 이루어지게 하소서, 우리의 뜻이 아니라"라고 대답하며 마지막 힘을 다해 아내를 안았다. 그는 또한 자신이 가장 좋아하는 찬송가인 "내 주를 가까이 하게 함은"의 일부를 불렀을 수도 있지만, 다른 기록에는 그녀가 그에게 조용히 노래를 불러주었다고 한다. 아이다 매킨리는 이끌려 나갔고, 그녀의 자리는 잠시 한나 상원의원이 대신했다. 모건은 그들의 마지막 만남을 다음과 같이 기록한다. "그 끔찍한 저녁 어느 날, 마크 한나가 침대 곁으로 다가왔고, 눈에는 눈물이 고이고, 손과 머리는 30년간의 우정이 이렇게 끝날 수 있다는 믿을 수 없음에 흔들리고 있었다." tentative하고 형식적인 인사가 아무런 명확한 반응을 얻지 못하자, 한나는 "수년간의 우정을 외치며 '윌리엄, 윌리엄, 나를 모르겠어?'"라고 말했다.
1901년 9월 14일 토요일 오전 2시 15분, 매킨리 대통령이 사망했다. 매킨리가 사망할 당시, 루스벨트는 버펄로로 돌아오는 길에 있었고, 산길을 마차로 질주하여 가장 가까운 기차역으로 향하고 있었는데, 그곳에는 특별 열차가 대기하고 있었다. 새벽에 그 역에 도착했을 때, 그는 매킨리의 사망 소식을 들었다. 루스벨트 대통령은 그날 오후 3시경 버펄로의 앤슬리 윌콕스 하우스에서 취임 선서를 했다. 선서는 미국 지방 법원 판사 존 R. 헤이즐이 집행했다.

## 여파
그는, 즉 윌리엄 매킨리는 앞서 언급된 해의 9월 6일부터 같은 해의 9월 14일까지 앞서 언급된 도시와 카운티에서 병고로 시달리며 살았고, 언급된 마지막 날 그는, 즉 윌리엄 매킨리는 언급된 치명적인 상처로 사망했다.
매킨리가 사망한 날 아침 부검이 실시되었다. 만은 14명의 의사 팀을 이끌었다. 그들은 총알이 위를 통과하고, 가로 주름창자를 통과한 다음, 왼쪽 신장 한쪽 끝을 관통한 후 복막을 지나 사라졌다는 것을 발견했다. 부신과 췌장에도 손상이 있었다. 부검에 참여했던 민터는 나중에 총알이 등 근육 어딘가에 박혔다고 믿는다고 진술했지만, 총알이 발견되지 않았기 때문에 불확실하다. 4시간 후, 아이다 매킨리는 부검을 중단할 것을 요구했다. 데스 마스크가 만들어졌고, 시신이 버펄로 시청으로 옮겨져 5일간의 국가 애도 기간이 시작되기 전 밀번 하우스에서 개인 장례식이 거행되었다. 매킨리의 시신은 버펄로에서 워싱턴으로, 그리고 캔턴으로 의례적으로 운반되었다. 장례식 날인 9월 19일, 매킨리가 노스 마켓 스트리트 자택에서 마지막으로 운구될 때, 전국적으로 5분간 모든 활동이 중단되었다. 기차는 멈췄고, 전화 및 전신 서비스도 중단되었다. 리치는 "국민들은 떠난 대통령에게 경의를 표하며 고개를 숙였다"고 진술했다.
총알로 인한 손상 외에도 부검 결과 대통령은 심근병증(심장 근육의 지방 변성)을 앓고 있었던 것으로 밝혀졌다. 이로 인해 그의 심장이 약해져 그러한 부상에서 회복하기 어려웠을 것이며, 이는 그의 과체중 몸매와 운동 부족과 관련이 있다고 여겨졌다. 현대 학자들은 매킨리가 췌장 괴사로 사망했다고 일반적으로 믿고 있는데, 이는 오늘날에도 치료하기 어려운 상태이며 당시 의사들에게는 완전히 불가능했을 것이다.
촐고츠는 매킨리 살해 혐의로 대통령 사망 9일 후인 1901년 9월 23일 버펄로 주 법원에서 재판을 받았다. 검찰 증언은 이틀간 진행되었으며, 주로 매킨리를 치료한 의사들과 총격 사건의 여러 목격자들로 구성되었다. 변호인 로랜 L. 루이스와 그의 공동 변호인은 증인을 부르지 않았는데, 루이스는 그의 최종 변론에서 촐고츠가 그들과 협력하기를 거부했기 때문이라고 밝혔다. 배심원단에게 27분간 연설한 루이스는 매킨리 대통령을 칭찬하는 데 심혈을 기울였다. 밀러는 최종 변론이 그의 의뢰인이 전기의자를 피하려는 노력이라기보다는 변호사의 "지역 사회에서의 위치를 지키기 위한 계산된 것"이라고 지적한다. 반 시간도 채 안 되는 심의(배심원 중 한 명은 나중에 증거를 검토하지 않았다면 더 빨랐을 것이라고 언급했다) 끝에 배심원단은 촐고츠에게 유죄를 선고했다. 그는 이후 사형을 선고받고 1901년 10월 29일 전기의자로 처형되었다. 그의 시신을 녹이기 위해 관에 산이 넣어졌고, 교도소 묘지에 매장되었다.
매킨리의 살해 이후, 전국 신문 사설들은 미국 대통령에게 제공되는 보호 부족을 강하게 비판했다. 비록 여전히 입법적 위임은 없었지만, 1902년까지 재무부 소속인 비밀경호국은 시어도어 루스벨트 대통령을 전담으로 보호하고 있었다. 이것이 논쟁을 종식시키지는 않았다. 일부 의회 의원들은 미국 육군이 대통령 보호를 담당해야 한다고 권고했다. 1906년, 의회는 비밀경호국을 대통령 경호 담당 기관으로 공식 지정하는 법안을 통과시켰다.

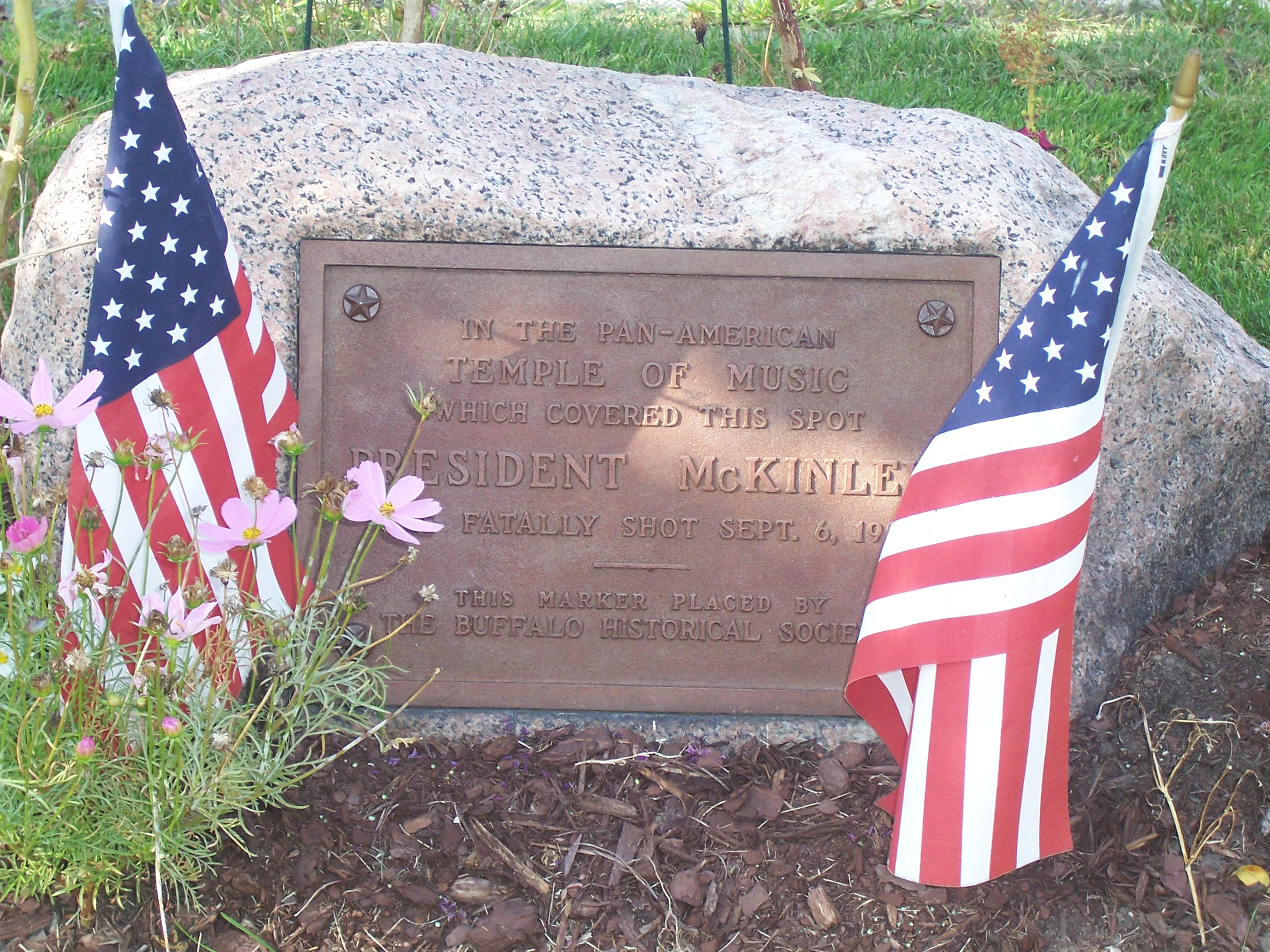
오늘날의 암살 현장

암살 사건 이후 아나키스트에 대한 반발이 일어났다. 버펄로 경찰은 총격 직후 촐고츠가 단독으로 행동하지 않았다고 믿으며, 여러 아나키스트들이 공격 가담 혐의로 체포되었다고 발표했다. 촐고츠는 심문 중에 엠마 골드만과의 접촉을 언급했고, 당국은 그녀가 자수하도록 그녀의 가족을 체포했으며, 그녀는 9월 10일에 자수했다. 그녀는 거의 3주 동안 감옥에 있었지만, 촐고츠와 공모했다고 여겨진 다른 모든 체포자들과 마찬가지로 기소 없이 석방되었다. 아나키스트 식민지와 신문들은 자경단원들의 공격을 받았다. 아무도 죽지는 않았지만 상당한 재산 피해가 발생했다. 아나키스트에 대한 두려움은 감시 프로그램으로 이어졌고, 이는 결국 1908년에 연방수사국으로 통합되었다. 암살 이후 통과된 반아나키스트 법률은 몇 년 동안 잠잠했다가 제1차 세계 대전 중과 그 이후에 새로 통과된 법령과 함께, 견해가 위협으로 간주되는 비시민권자에게 사용되었다. 1919년 12월에 추방된 사람들 중에는 미국 시민권이 없었던 골드만도 있었다.
리치는 매킨리의 죽음에서 나라가 전환기를 경험했다고 믿었다.
새로운 대통령이 취임했다. 공화국은 여전히 살아있었다. 그러나 한동안 미국인들은 미래의 도전과 낯설음으로부터 등을 돌렸다. 황홀하고 후회하며 그들은 매킨리의 확고하고 의심 없는 신념, 친절하고 연미복 차림의 위엄, 대중과의 친밀함과 헌신을 기억했다. 워싱턴에서는 다시 볼 수 없는 연방의 단순함 ... [매킨리 사망 후,] 늙은이들은 국정 및 정치적 심부름으로 [백악관]에 왔지만, 그들의 우위는 앞으로 나아가는 젊은이들에게 도전받았다. 국가는 또 다른, 초조하고 공격적이며 강한 리더십을 느꼈다. 대담한 젊은 선장의 지휘 아래 미국은 20세기의 격동적인 항해를 시작했다.

## 내용주
1. ↑  푸에르토리코는 1932년 이전에는 포르토리코(Porto Rico)로 표기되기도 했다.

## 같이 보기
- 에이브러햄 링컨 암살 사건
- 제임스 A. 가필드 암살 사건
- 존 F. 케네디 암살 사건
- 미국 대통령 암살 시도 및 음모 목록